# Zhang Yanyuan
Dans ce nom chinois, le nom de famille, Zhang, précède le nom personnel.
Pour les articles homonymes, voir Zhang.
Zhang Yanyuan ou Chang Yen-Yüan ou Tchang Yen-Yuan. Né vers 810, mort vers 880 est un critique d'art et collectionneur chinois.

## L'Histoire et les Origines de la peinture chinoise
- Du paléolithique à la dynastie des Tang

Les historiens de l'art désirent toujours retracer les débuts de la peinture chinoise. Au IXe siècle, Zhang yanyuan rédige la première histoire générale de la peinture chinoise, qui rend compte d'une époque légendaire où l'écriture et la peinture sont réunis dans les pictogrammes. Il affirme que la séparation de l'image et du mot, dans les premiers temps historiques, a donné naissance à la peinture en tant qu'art indépendant. Mais, on ne peut pas parler de subtilité de la peinture avant les dynasties Qin (221-206 av. J.-C.) et Han (206 av. J.-C.-220 apr. J.-C.) ; et l'art n'atteint sa maturité qu'avec l'émergence de grands maîtres, sous les Wei  (220-265) et les Jin (265-420).
Ce découpage des débuts de la peinture chinoise, proposé voilà plus d'un millénaire, reste toujours fondamentalement vrai. À une différence près, toutefois, les fouilles archéologiques modernes réunissent des témoignages considérables sur les images picturales préhistoriques et des premiers temps historiques, et elle élargissent continuellement notre champ de connaissances.
Depuis quelques années, les plus anciens spécimens de peinture consistent en des dessins de plantes et d'animaux peints sur des objets en terre du néolithique. Récemment, des peintures sur roches (yan hua) sont découvertes dans de nombreuses provinces de Chine, permettant aux historiens de faire remonter l'origine de l'art pictural chinois au paléolithique. Les archéologues chinois emploient le terme yan hua pour désigner les pétroglyphes tant gravés que peints, et les découvertes comprennent de nombreuses compositions figuratives, de dimensions parfois stupéfiantes.
Au début du IVe siècle, un changement majeur intervient sur la scène de l'art avec la soudaine émergence d'un grand nombre d'artistes célèbres. Ce sont pour la plupart des hommes de lettres, parfois issus de l'aristocratie. Parmi eux, le calligraphe Wang Zizhi (307-v.365) et le peintre Gu Kaizhi sont considérés comme insurpassables dans leur domaine. Les plus anciens écrits sur la peinture datent aussi du IVe siècle ; ce sont trois essais attribués à Gu Kaizhi, respectivement sur la composition d'un projet d'œuvre, l'évaluation de peintures anciennes et contemporaines, et les techniques. La critique picturale commence à s'intéresser au jugement esthétique qu'au début du Ve siècle.
Xie He (actif v.500), développe son opinion dans le premier de ses célèbres Six Principes (Liu fa) de la peinture, qui met l'accent sur la résonance spirituelle (qiyun) des formes peintes ; les cinq autres principes concernent le travail au pinceau, la forme, la couleur, la composition et la copie en tant que moyen de formation. En se basant sur cette théorie, Xie He évalue et classe vingt-sept peintres du IIIe au Ve siècle dans son « Catalogue des peintres anciens classés par catégorie » (Guhua pinlu). Une suite à l'œuvre de Xie, due à Yao Zui (v. 557), introduit vingt peintres en activité sous les Qi méridionaux et les Liang, deuxième et troisième des dynasties du Sud.
Dans une veine différente, l'historien de l'art Zhang Yanyuan nous laisse un rapport détaillé sur les collections de peintures et leurs propriétaires à l'époque des dynasties du Sud.  Il parle des collections fanatiques de chefs-d'œuvre réunies par les souverains, aussi bien que de leur fatale destruction quand le pouvoir change de mains. Par exemple, l'empereur Gao (r.479-482) des Qi méridionaux rassemble trois cent quarante-huit rouleaux réalisés par quarante-deux peintres illustres. Il les classe pour s'en délecter jour et nuit, dès que ses loisirs le permettent. Sa collection se trouve abondamment enrichie par les empereurs de la dynastie suivante des Liang. Le dernier des souverains Liang ordonne de brûler toute la collection avant de se rendre aux envahisseurs venus du Nord. Par chance, plus de quatre mille rouleaux sont retirés des braises et emportés dans le Nord.
Les souverains de la dynastie Chen, la dernière dynastie du Sud, repartent de rien. Plus de huit cents rouleaux entrent dans la collection impériale au cours des trois décennies de leur règne. En fournissant des documents sur le patronage impérial sans précédent de la peinture et sur la mode des collections, Zhang Yanyuan explique donc en partie pourquoi seul un nombre limité de rouleaux restent de cette époque tourmentée. Presque toutes les peintures sont perdues au cours des périodes suivantes et seules quelques copies ultérieures survivent. Pour étudier la tradition picturale du Sud du IIIe au VIe siècle, il faut s'appuyer sur les matériaux issus des fouilles et les copies d'anciens rouleaux.
Au XIIe siècle, l'empereur Huizong, grand amateur d'art et lui-même grand et illustre peintre de fleurs et d'oiseaux, met l'accent sur trois aspects de la peinture. Le réalisme en premier, puisé dans l'étude directe et attentive de la nature. Ses  représentations personnelles qui témoignent de l'observation minutieuse d'oiseaux, de fleurs, de rocailles, illustrent cette exigence, et elles constituent un legs offert à l'Académie de la fin des Song, auquel on se réfère. Sa propre collection gouvernementale de peintures et de calligraphies se trouve être la plus grande jamais constituée, et son catalogue, le Xuanhe huapu, est un document majeur pour l'étude des canons en peinture.
Dans ce document, Li Cheng est classé comme premier maître de la peinture de paysage, Li Gonglin premier maître de la peinture de personnage, Xu Xi ou Hsü Hsi ou Siu Hi (mort avant 975) et Huang Quan fondateurs de la peinture oiseaux-et-fleurs. Les autres maîtres de chaque tradition y sont rangés et ordonnés plus ou moins en conséquence, de telle sorte que pour la première fois depuis le Lidai minghua ji de Zhang Yanyuan, l'éventail historique des peintures et des peintres fait l'objet d'un classement précis. De nouveau, Huizong démontre lui-même l'utilité de tirer les leçons du passé.

## Biographie
Descendant d'une illustre famille de fonctionnaires, Zhang Yanyuan s'initie probablement à l'histoire de l'art grâce aux riches collections de sa famille. Il est l'auteur d'un monumental ouvrage d'histoire de l'art, le Lidai Ming Hua Ji, qui reste le modèle du genre pour les générations ultérieures et qui n'est jamais égalé bien que constamment imité. L'ouvrage se divise en dix livres : les trois premiers traitent de questions esthétiques diverses, les sept suivants constituent la partie proprement historique et donnent les biographies de 372 artistes, depuis les origines de l'histoire jusqu'à l'époque de l'auteur qui termine son ouvrage en 847.
Celui-ci est d'une importance capitale : la partie théorique, d'une grande richesse de pensée, exerce une influence déterminante sur toutes les théories esthétiques ultérieures ; la partie historique est une mine de documentation et nous permet de connaître les périodes si mal connues de la peinture chinoise ancienne ; c'est grâce à lui enfin que nous sont parvenus les plus anciens traités de peinture dont seuls ont été préservés les fragments reproduits par Zhang Yanyuan, tels ceux de Gu Kaizhi, Wang Wei, Zong Bing. Pour une traduction du Lidai, on se réfère à celle de W. Acker : Some T'ang and pre-T'ang Texts on Chinese Painting (Leiden, 1954), très minutieuse et accompagnée de notes abondantes.
Au milieu du VIIIe siècle, Zhang yanyuan reconnaît à la peinture une action civilisatrice. Il salue en Wu Daozi le peintre qui sait réaliser en lui l'unité par la concentration spirituelle. «Il convient d'appeler – saint de la peinture –  celui qui travaille en harmonie avec la création». Quelque chose de la réalité saisie par l'esprit se transmet de maître à disciple. C'est pourquoi l'esthétique chinoise, rejoignant en cela l'éthique, attache tant de prix à la transmission des grands modèles  et à la tradition qu'ils portent en eux.
Le danger qui menace les professionnels, voire les académiciens ou les peintres sans génie, est de se laisser asservir par le thème proposé, piéger par la ressemblance extérieure, satisfaire par l'habileté. «La Grande Image n'a pas de forme» (Laozi). Qu'elle soit poésie ou peinture, toute œuvre d'art est portée par le souffle vivant, soulevée par le libre élan du cœur» (Xin). L'affinement que l'esprit à la culture permet seul de reconnaître la beauté qui est fondée en vérité. La tradition lettrée est une tradition de haute culture, prompte à saisir, en toute expression artistique, une réalité que ne dévoile pas le discours.
Dans la notice consacrée à Cai Yong par Zhang Yanyuan, il est question de l'illustration d'une œuvre écrite à la louange des «Petites héroïnes». Le thème des héroïnes, grandes et petites, est de ceux que traitent les lettrés pour l'édification de la Cour. Il associe Gu Kaizhi à l'illustration des biographies des Héroïnes. Ce peintre illustre possède une biographie dans le Jinshu (Histoire des Jin). Zhang Yanyuan lui consacre une longue et intéressante notice dans son histoire de la peinture. On veut ici chercher à saisir la nature du lien que la tradition picturale jette d'une génération à une autre. L'historien Zhang Yanyuan en sera le guide sans s'arrêter aux très nombreux peintres qui s'illustrent des Han aux Tang, il dégage l'œuvre des plus grands et Gu Kaizhi ouvre le chemin.
Puis viennent Lu Tanwei (420-478) sous les Liu Song, Zhang Sengyou au siècle suivant sous les Liang (502-557), enfin Wu Daozi au VIIIe siècle. Pour caractériser chacun de ces maîtres, Zhang Yanyuan fait appel à la calligraphie. Les traits de Gu Kaizhi se relient les uns aux autres en un tracé ininterrompu. La ligne qui délimite les contours se referme sur elle-même et sur l'idée qui est, au cœur de l'œuvre, principe de vie. Sous d'autres aspects de la peinture chinoise, cette réflexion de Zhang Yanyuan : dans la représentation des personnages, Zhang attrape la chair, Lu attrape l'ossature, mais Gu saisit l'esprit (shen yu).

## Commentaires et citations divers
Parmi les œuvres de Dai Jin, Zhang Yanyuan cite un Tableau du pont de Hao, thème inspiré par un passage célèbre du Zhuangzi  (junzi)  ainsi que Admonitions de la Monitrice aux dames du palais et  Assemblée sur le Mont Lu entre autres œuvres de  Gu Kaizhi. 
D'après Zhang Yanyuan, Cao Zhongda du VIe siècle, originaire du pays de Cao (nom chinois de la Sogdiane), est réputé sous la dynastie des Qi du Nord pour son habileté à peindre des icônes indiennes. Ce peintre semble ne figurer que sur le Lidai Ming, son œuvre peint a totalement disparu.
Li Sixun, célèbre peintre de paysages, y figure à maintes reprises à travers ses citations, notamment ses témoignages à Dong Boren, Zhan Ziqian (actif 581-609), Yan Liben appelé le «magicien des rouges et des bleus». Il possède le divin pouvoir d'opérer la transmutation des couleurs : le rouge de cinabre, le bleu d'azurite, le bleu de Lapis-lazuli, le vert malachite, le minium (rouge de plomb), les colorants blancs, la céruse.
Sur ce sujet, Zhang Yanyuan  écrit : l'orpiment ne doit pas être employé avec le blanc de plomb. Le cinabre est une substance immortalisante. Mais il ne l'est pas tel quel. Il faut le soumettre à des transmutations répétées, le faire revenir neuf fois, pour obtenir sa forme sublimée, c'est-à-dire opérer neuf fois la transmutation du cinabre (rouge) au mercure (blanc) pour lui donner activité et puissance
Aucune œuvre authentique de Li Sixun n'a survécu. La seule attribution possible – un paysage fluvial intitulé Bateaux à voile et demeure au bord de l'eau, paraît très étroitement apparentée à Excursion printanière, et peut être une autre version du même original perdu. Par bonheur, les peintures de la tombe du prince Yide (682-701), non loin de Chang'an, fournissent des matériaux fiables pour étudier l'art de Sixun et les paysages bleu-et-vert du début des Tang. Un certain nombre d'éléments relient ces peintures murales à Li Sixun.
Au niveau artistique, la classification fondamentale des styles de peinture Tang, que Zhang Yanyuan considaire comme la base de la critique et du jugement en art : «On ne peut commencer à parler de peinture que quand on prend conscience qu'existent ces deux styles picturaux, le shu (ample) et le mi (dense)». L'étude des peintures tombales montre la coexistence de ces tendances stylistiques durant le VIIe siècle et le début du VIIIe.
Au milieu du VIIIe siècle, le style « dense » de l'école de Li Sixun semble avoir perdu sa primauté : Zhang fait l'éloge de Li mais reproche à son fils Li Zhaodao de « produire des œuvres surchargées et excessivement compliquées ». Vers cette époque, Wu Daozi apparaît comme l'artiste le plus brillant, en réalisant pleinement le potentiel du style (ample). Comme l'écrit Zhang Yanyuan : « Avec juste un ou deux traits, son image reflète déjà l'objet ». L'opinion de Zhang est partagée par Zhu Jingxuan, qui ne trouve jamais les œuvres de Wu remarquables pour leur ornementation détaillée.
Les artistes, membres de la famille royale, courtisans ou peintres de cour traditionnels, travaillent souvent dans des genres ou sous-genres spécifiques. En plus de produire des peintures politiques, des portraits de cour et des paysages bleu-et-vert, certains membres de l'aristocratie se prennent, au début des Tang, d'une passion pour la peinture d'oiseaux, d'animaux et d'insectes. Zhang Yanyuan et Zhu Jingxuan répertorient un certain nombre de princes, hauts fonctionnaires et généraux devenus les maîtres du genre, et aussi, la relation entre Zhang Xuan et Zhou Fang, Zhang yanyuan écrit de manière explicite : « Au début, Zhou Fang imite la peinture de Zhang Xuan, mais après, il devient différent. Il atteint la perfection dans le style, consacrant tout son art à représenter des gens riches et prestigieux, évitant toute réminiscence de vie villageoise rustique.
Les animaux, les chevaux en particulier, représentent le dernier grand thème de la peinture de cour. D'illustres peintres de cour, comme Chen Hong (VIIIe siècle) et Han Gan. Leurs œuvres montrent des éléments d'une tradition réaliste du début des Tang, les formes sont arrondies et charnues, la ressemblance entre les images de chevaux et les dames du palais, est manifeste. C'est peut-être pourquoi Du Fu reproche à Han Gan de peindre « simplement la chair des os », alors que Zhang Yanyuan le défend et le considère comme le meilleur peintre de chevaux de tous les temps, car il saisit l'esprit intrinsèque du cheval voir note 106.
Les peintres Tang ne relèvent pas de catégories strictes. Ni l'Académie impériale de peinture ni la tradition de la peinture lettrée ne sont encore apparus, aussi les classer suivant un statut de professionnel ou d'amateur comme aux époques ultérieures pose problème. Néanmoins les documents fournis par Zhang Yanyuan et Zhu Jingxuan montrent des corrélations certaines entre le thème et le style d'une peinture et le statut social et le métier de l'artiste.
Zhang Yanyuan rapporte encore, que Zheng Qian, un autre fameux artiste lettré de l'époque des Grands Tang, offre un jour à Minghuang un rouleau où les vers, les illustrations et la calligraphie sont de sa main. Ravi, l'empereur inscrit sur le rouleau les mots : « les Trois Perfections (sanjue) de Zheng Qian ».  À l'exception de quelques fragments provenant de Turpan, aucun paysage à l'encre du milieu ou de la fin des Tang n'a survécu ; on n'en connais pas même de copies.